# Katastrofa lotnicza w Polskiej Nowej Wsi
Katastrofa lotnicza w Polskiej Nowej Wsi – katastrofa, która miała miejsce 16 września 1984 roku krótko po godzinie 17.20. Samolot An-2TD o znakach rejestracyjnych SP-AMK (nr 1G168-04), należący do Aeroklubu PRL, w trakcie pokazów lotniczych podczas startu z przekroczoną dwukrotnie liczbą pasażerów (26 osób) na pokładzie, kilkanaście sekund po oderwaniu się od pola wzlotów, uległ katastrofie. Samolot pilotował Antoni Cepak (pierwszy pilot), który nigdy więcej nie usiadł za sterami. Była to największa katastrofa samolotu typu An-2 w Polsce oraz największa katastrofa lotnicza w województwie opolskim po 1945 roku.

## Okoliczności katastrofy
Do katastrofy doszło podczas pokazów lotniczych zorganizowanych przez Aeroklub Opolski na miejscowym lotnisku sportowym. Jedną z atrakcji pokazów miały być loty samolotem An-2. Na każdy lot sprzedano wśród publiczności po kilkanaście biletów (liczba miejsc siedzących bez jednego). W samolocie oprócz pasażerów i załogi leciał członek aeroklubu, który miał dbać o bezpieczeństwo lotu (miał tak rozmieścić pasażerów, aby samolot zachował stateczność). Podczas pokazów okazało się, że:
- nie wyznaczono wcześniej osób odpowiedzialnych za wpuszczanie pasażerów do samolotu i loty z nimi — ich rolę pełnili doraźnie wyznaczeni członkowie aeroklubu (wpierw skoczkowie spadochronowi, a potem piloci szybowcowi) nie biorący w danym czasie udziału w pokazach. Osoby te nie potrafiły zapewnić porządku przy wchodzeniu pasażerów oraz nie zwracały większej uwagi na ich zachowanie podczas lotu;
- na pokład samolotu oprócz pasażerów z biletami byli wpuszczani:
  - po paru, a w ostatnim locie kilkunastu żołnierzy LWP z oddziału wysłanego do pomocy przy organizacji pokazów — żołnierzom „załatwił” udział w lotach ich dowódca, który porozumiał się w tym celu z kierownictwem aeroklubu

Lot zakończony katastrofą miał być ostatnim lotem tego dnia, dlatego też na pokład dodatkowo wpuszczono wszystkich żołnierzy. Osoby te w większości przykucnęły w tylnej części samolotu — pilot nie wiedział ani o liczbie tych osób, ani o tym, że zgrupowali się oni z tyłu.

## Przyczyny wypadku
Według relacji świadka, pasażera feralnego lotu, tuż przed startem ktoś uchylił drzwi i przykładając palec do ust, wpuścił do środka kilkunastu żołnierzy, którzy pomagali przy festynie. Nadmierna liczba osób na pokładzie i w konsekwencji przeciążenie tylnej części samolotu, które spowodowało potem nieprawidłowe wyważenie maszyny, były bezpośrednią przyczyną katastrofy. Istotne było nie tylko przekroczenie dopuszczalnej masy startowej samolotu, ale przede wszystkim brak odpowiedniej liczby miejsc siedzących dla wszystkich będących na pokładzie pasażerów i fakt, iż o tych okolicznościach nie został poinformowany dowódca samolotu. Gdy samolot wystartował masa osób zebranych z tyłu spowodowała, że stracił on stateczność. Kiedy pilot zorientował się, że ogon ciąży w dół krzyknął: "Wszyscy do przodu!".  Żołnierze przesunęli się w przód. Ogon raptownie poszedł w górę, a będący na niewielkiej wysokości samolot zaczął spadać dziobem w dół i uderzył w ziemię.

## Ofiary katastrofy
1. Jerzy Bartha
2. Szymon Bartha
3. Iwona Berezowska
4. Ryszard Berezowski
5. Bogdan Bulski
6. Kazimierz Chrzęstek
7. Piotr Grams
8. Adrian Laskowski
9. Dariusz Pazur
10. Piotr Staniszewski
11. Adam Więcław
12. Sławomir Żylak

## Czynniki przeżycia
Pilot, zdając sobie sprawę z nieuniknionej katastrofy, usiłował doprowadzić do zderzenia z ziemią lewym skrzydłem samolotu, aby zamortyzować energię uderzenia. Samolot nie eksplodował, mimo że zbiornikach znajdowało się 700 litrów paliwa. Po zderzeniu się samolotu z ziemią natychmiast zareagowali członkowie aeroklubu wyciągając rannych z wraku. Ofiar mogło być więcej, gdyby nie Ewa Ostachowska, anonimowa w chwili katastrofy studentka Akademii Medycznej we Wrocławiu, która jako pierwsza przeprowadziła segregację rannych na miejscu katastrofy. Po przybyciu na miejsce służb ratowniczych akcją kierował dr Józef Bojko. Zgodnie z jego relacją akcję ratowniczą komplikował brak wystarczającej liczby karetek oraz brak personelu (była to niedziela), którego nie można było w krótkim czasie powiadomić. Mimo to, na wieść o katastrofie pracownicy Szpitala Wojewódzkiego w Opolu zaczęli przychodzić do pracy bez wezwania. Do szpitala ostatecznie trafiło 21 rannych, w tym kilku ciężko, siedmiu nie udało się uratować. Jako ostatni zmarł 7-letni Adrian Laskowski. Jedna z pasażerek samolotu została zwolniona ze szpitala po kilku dniach od przyjęcia, większość hospitalizowano znacznie dłużej.

## Śledztwo po katastrofie
Na lotnisko nikt nie miał wstępu przez kilka tygodni. Przyczyny wypadku badała prokuratura oraz Główna Komisja Badania Wypadków Lotniczych. Na lotnisko przybył generał Władysław Hermaszewski, ówczesny prezes Aeroklubu PRL. Kilka dni po wypadku prokurator wydał nakaz tymczasowego aresztowania kierownika lotów. W trakcie śledztwa okazało się, że winnych zaniedbań w związku z feralnym lotem było wielu. Wina leżała głównie po stronie organizatorów, jako że nie poinformowali dowódcy jednostki wspierającej pokazy o tym, że dla wojska będzie dodatkowy lot. Dowódca żołnierzy usłyszawszy o tym, że to lot ostatni (komercyjny) posłał do samolotu swoich ludzi. Członek aeroklubu, który miał pilnować liczby osób uległ presji i nie przewidział, że w wyniku przyśpieszenia podczas startu, dodatkowe osoby nie mając miejsc siedzących ani możliwości chwycenia się, przemieszczą się do tyłu. Zarzuty przedstawiono kierownikowi lotniska oraz pilotowi. Ostatecznie prokuratura nie ustaliła winnych.

## Kontrowersje
Po katastrofie pojawiły się plotki o tym, że piloci samolotu byli pijani oraz że brali pieniądze za dodatkowych pasażerów. Żadna z tych opowieści nie była prawdziwa.

## Upamiętnienie

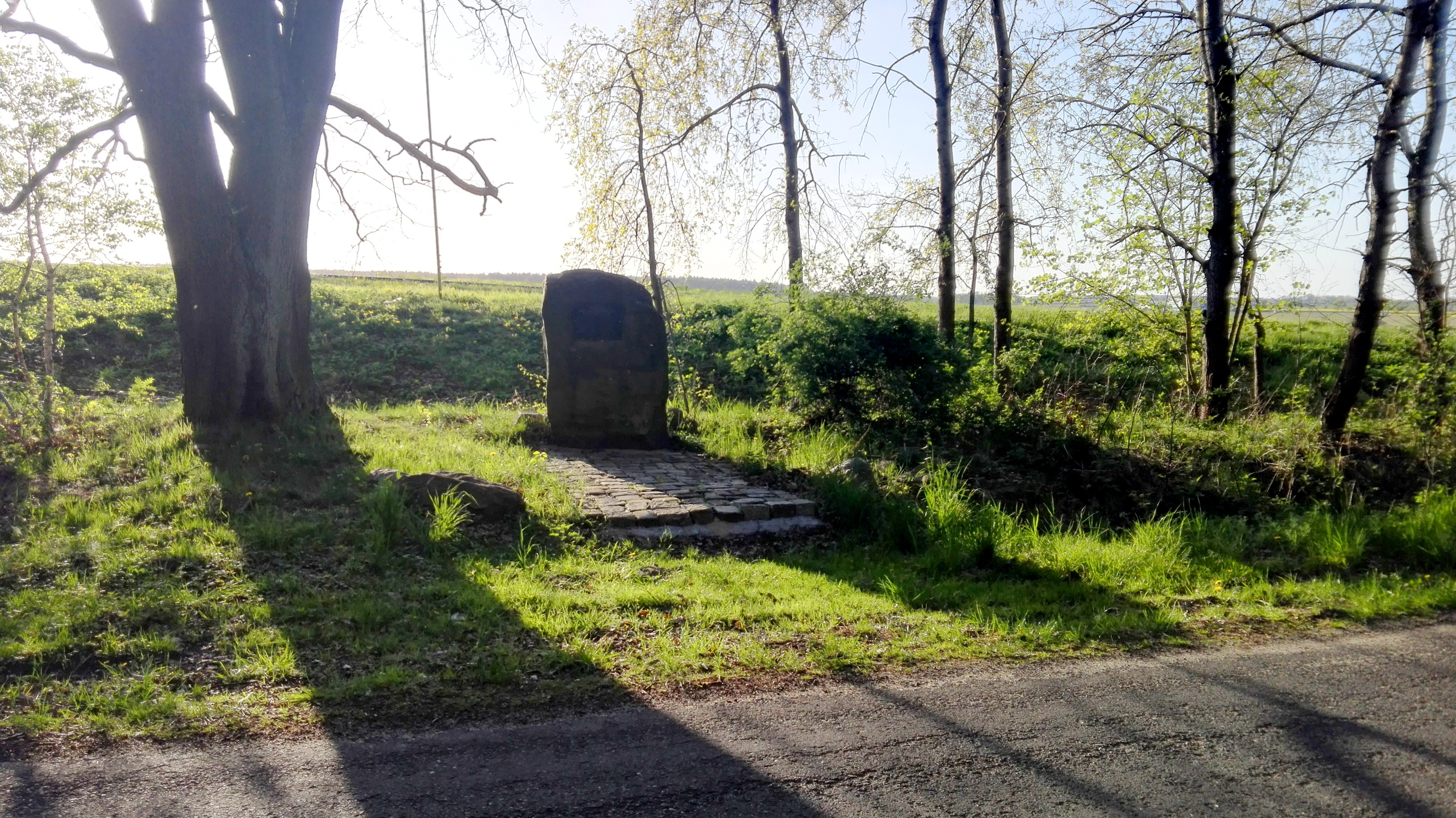
Pomnik ofiar katastrofy lotniczej z 16.09.1984 w Polskiej Nowej Wsi (kwiecień 2019)

Pomiędzy 17 a 19 września 1984 roku w województwie opolskim władze ogłosiły żałobę. Niedaleko miejsca katastrofy w Polskiej Nowej Wsi znajduje się obelisk upamiętniający ofiary katastrofy. Jest to głaz ufundowany przez Zdzisława Filingiera, ówczesnego prezesa Aeroklubu Opolskiego. Na pamiątkowej tablicy wypisano nazwiska wszystkich ofiar. Pomnik znajduje się przy drodze prowadzącej z Polskiej Nowej Wsi na lotnisko.

## W literaturze
W 2014, w zbiorze Powietrze jest zimne, ukazało się beletryzowane opowiadanie pt. Atrament bywa czerwony inspirowane katastrofą. Autorem jest Aleksander Sowa, były członek Aeroklubu Opolskiego.